# Riitasaari (ö i Norra Savolax, Kuopio, lat 62,88, long 28,16)
Riitasaari är en ö i Finland. Den ligger i sjön Riistavesi och i kommunen Kuopio i den ekonomiska regionen  Kuopio ekonomiska region  och landskapet Norra Savolax, i den centrala delen av landet, 300 km nordost om huvudstaden Helsingfors. Öns area är 38,3 hektar och dess största längd är 1,1 kilometer i sydöst-nordvästlig riktning.